# 12695 Utrecht
A 12695 Utrecht (ideiglenes jelöléssel 1989 GR3) a Naprendszer kisbolygóövében található aszteroida. Eric Walter Elst fedezte fel 1989. április 1-én.